# Kappsäge
Eine Kappsäge ist in der Holz- und Metallverarbeitung eine Maschine zum Kappen (Ablängen, Abkürzen) von Holz oder Metall in vertikaler Richtung zum liegenden Werkstück. Erfolgt die Bewegung der Säge zusätzlich in horizontaler Richtung, wird sie Kapp-Zug-Säge genannt. Kann die Säge auch so gedreht werden, dass 45°-Winkel geschnitten werden können, so heißt sie Kapp-Gehrungs-Säge.
Die Maschinen sind so vielfältig wie Holzdimension, Eigenschaften des Eingangsmaterials, Zielsetzung für das gekappte Produkt und Automatisierungsgrad. Im einfachsten Fall können gewöhnliche Bautischkreissägen oder auch Handkreissägen zum Ablängen verwendet werden.
Die beim Kappen abfallenden Holzreste nennen sich Kappholz.

## Kappsäge auf dem Rundholzplatz
Diese sind häufig als Kettensägen (Schwertsägen) ausgeführt. Zweck ist es meistens, aus einem langen krummen Baumstamm (fachsprachlich „Block“) zwei kürzere Stücke mit geringerer Gesamtkrümmung zu gewinnen. Manchmal ist es auch im Sinne der Ausbeute besser, aus stark konischen Stämmen einen größeren und einen kleineren Durchmesser als Rohteil zu bekommen. Auch das Auskappen von Astknoten oder anderen Verwachsungen kann sinnvoll sein.

## Paketkappsäge
Diese sind immer als Schwertsägen ausgeführt und dienen ausschließlich dazu, ganze Holzpakete von großer Länge in kürzere Längen aufzuteilen, oder einfach die Gesamtlänge zu kalibrieren. Die Leistung ist aufgrund des paketweisen Kappens sehr hoch, jedoch ist ein individueller, an Fehlstellen oder Holzqualität orientierter Zuschnitt nicht möglich.
Auch die Schnittqualität ist in der Regel eher schlecht.

## Gehrungskappsäge

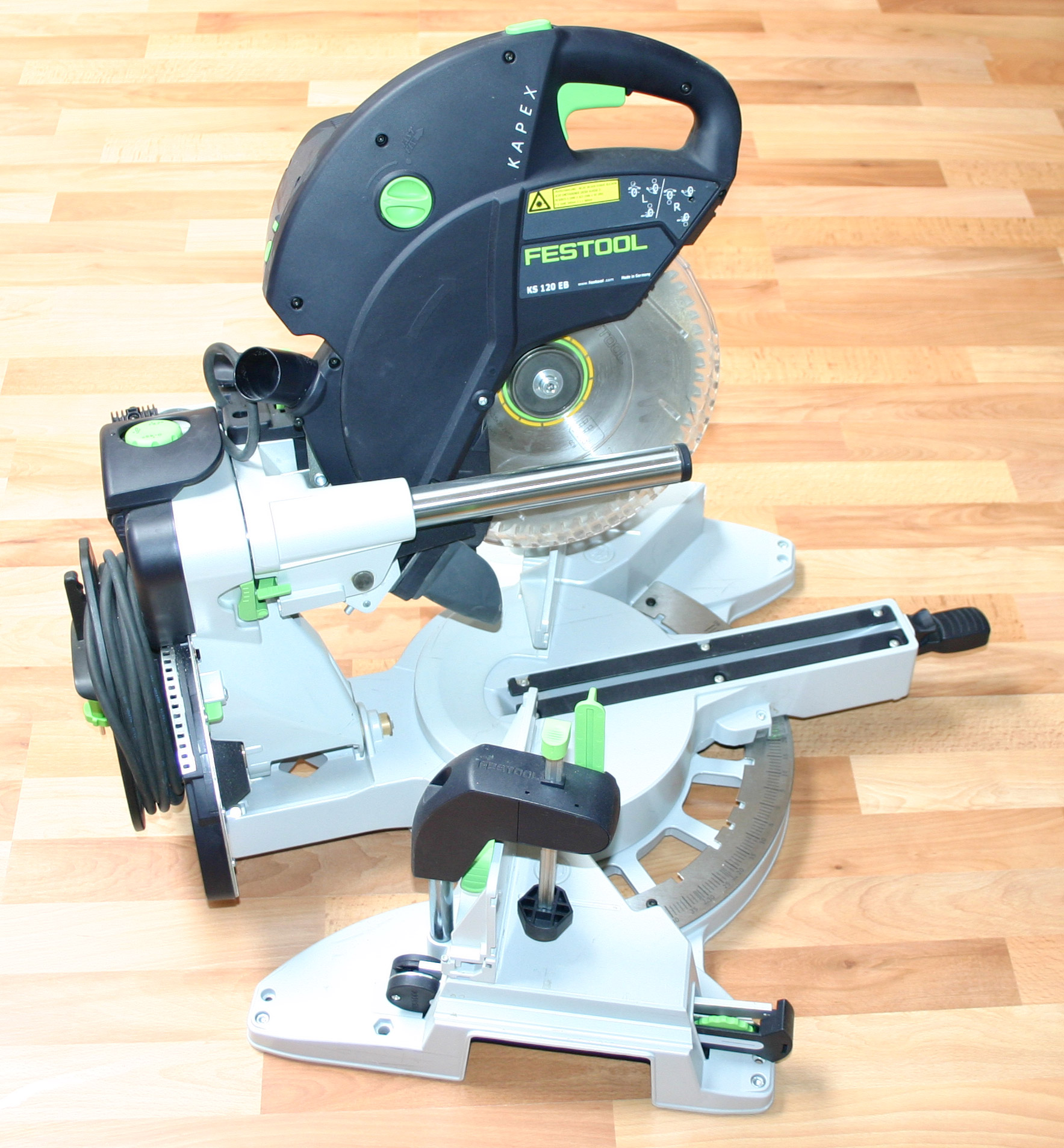
Kapp-Zugsäge

Diese kommen häufig als modifizierte Handkreissägen im Handwerk oder auch im Heimwerkerbereich vor. Eine kleine Gehrungssäge ist eine (Tisch-)Kreissäge, bei der sich durch Kippen des Sägeblattes der Winkel der Schnittebene verändern lässt. Auf diese Weise werden zum Beispiel Bilderrahmen gefertigt.
Das Kippen des Sägeblattes wird durch das Kippen des gesamten Sägekopfes realisiert, der über ein Gelenk befestigt ist. Gehrungen sind damit in beliebigen Winkeln von etwa −45° bis +45° möglich. Der genaue Schnittwinkel lässt sich mit Hilfe einer Skala einstellen.
Die Größe des Sägeblattes der Kappsäge legt die maximale Schnittbreite und Schnitttiefe fest. Bei kleinen Modellen sind nur Schnitte (bei Gehrung) mit etwa 25 mm in der Tiefe und 70 mm in der Länge möglich, womit der Anwendungsbereich stark begrenzt ist. Um die Schnittbreite zu erhöhen, bieten viele Hersteller auch Modelle mit einer Zugeinrichtung an. Damit ist es möglich, das Sägeblatt über eine oder mehrere Schienen zum Bediener herzuziehen. Die großen Ausführungen einer Kappsäge bieten hingegen nahezu den gleichen Schneidebereich an, den auch stationäre Kreissägen haben.
Gehrungskreissägen gibt es auch in industriellen Zimmereibetrieben in sehr großer und schwerer Ausführung mit höchstem Automatisierungsgrad.
Die Genauigkeit der Winkel hängt oft von der Einstellbarkeit der (90°-)Anlegeschiene ab. Zur Genauigkeitsmessung der angepriesenen Winkeleinstellungen siehe Winkelschnitte und Genauigkeit.

## Kapp-, Gehrungs- und Tischkreissäge
Mitte der 1990er Jahre stellten einige Hersteller Maschinenkombinationen aus Kapp-, Gehrungs- und Tischkreissägen her. Im Kappbetrieb unterscheiden sich diese nicht von den normalen Gehrungskappsägen. Um die Funktionalität einer Tischkreissäge zu erlangen, konnte das Sägeblatt in der unteren Position arretiert und der Tisch um die horizontale Achse um 180° gekippt werden. Aufgrund der oft umständlichen Montage des sicherheitsrelevanten Spaltkeils, welcher bei jedem Betriebsartenwechsel einen Umbau erforderte, wurde dieser jedoch oft weggelassen. Zur Jahrtausendwende verschwand diese Art von Maschinen fast gänzlich vom Markt.

## Radial-Arm-Kreissäge
Bei dieser Bauform (erfunden von Raymond E. DeWalt) wird eine Kapp-Zug-Säge meist mittels Rollen oder Rollenlagern entlang eines auskragenden Armes geführt. Zur Erzeugung von Gehrungsschnitten wird der Arm ausgeschwenkt.
Die Säge kann meist um 90° gedreht werden, um Längsschnitte zur Parallelbesäumung von Holzteilen zu ermöglichen. Dadurch wird aber der Schneidetisch, der meist aus einer Holzplatte besteht, beschädigt und die eingeschnittene Anschlagleiste stört den Vorschub, da der Spaltkeil das Werkstück zum Einschnitt seitlich wegdrückt.
Ein Schwenken der Säge für Schrägschnitte ist ebenfalls machbar. Der Arm kann (ähnlich wie bei einer Tischbohrmaschine) angehoben werden, die zugleich angehobene Säge ermöglicht damit das einfache Schneiden von Nuten (beispielsweise zur Herstellung einer Schwalbenschwanzverbindung). Das heute nicht mehr hergestellte Modell Eumenia des ehemaligen Waschmaschinenherstellers Eudora war wegen des fehlenden Hubarms eine relativ kostengünstige Radial-Arm-Kreissäge.

## Untertischkappsäge

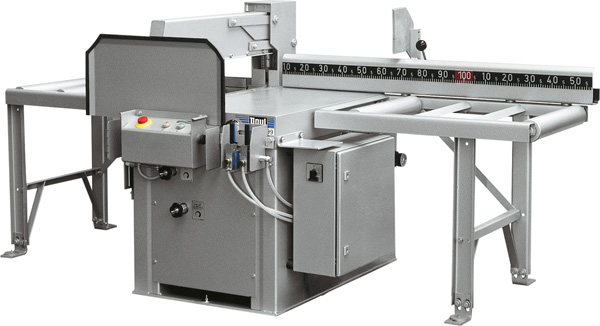
Industrielle Untertischkappsäge

Das sind klassische Industriekreissägen zum Kappen in Sägewerken, Schreinereien, Zimmereien oder Verpackungsabteilungen von Industriebetrieben. Sie haben ein eigenes auf dem Boden stehendes Maschinengestell, aus dem das angetriebene Sägeblatt auftaucht, nachdem das Werkstück von einer Schutz- und Klemmvorrichtung festgeklemmt wird. Zum Unfallschutz sind Schutzschilde und Zweihand-Bedienung vorgeschrieben. Vor und hinter der Maschine werden Rollbahnen angebaut, ausgangsseitig meist mit Längsanschlägen.

## Kappanlage
Kappanlagen sind Hochleistungsautomaten, die meistens mit einer Zuschnitt-Optimierung ausgestattet sind. Sie verfügen immer über eine elektronische Längenmessung und werden von einem Rechner gesteuert. Sowohl die Eingangslänge vor dem Kappen wird vermessen, als auch meistens die Längen von Fehlerstellen und die „guten“ Abstände dazwischen. Die gewünschten Fertiglängen sind als sogenannte Stücklisten im Rechner gespeichert. Aus den Messwerten und den Stücklisten errechnet der Computer ein hinsichtlich Ausbeute bzw. Wert optimales Kappmuster und steuert die Kappmaschine entsprechend dem Optimierungsergebnis automatisch. Die Sortierung nach Längen und/oder Qualitäten erfolgt ebenfalls rechnergesteuert.

### Erfassen von Fehlstellen
Die Erfassung von Fehlstellen und Qualitäten erfolgt im einfacheren (und noch überwiegenden) Fall, indem ein geschulter Mensch die Qualität und Fehler mittels Spezialkreide mit Strichkodierungen markiert. Bei höchstem Automatisierungsgrad erfassen sogenannte Kapp-Scanner die Holzoberfläche aller vier Holzseiten im Längsdurchlauf (bis 300 m/min) mindestens optisch, teilweise auch ergänzt mit Röntgen. Mit Methoden der Bildverarbeitung werden dann nach vielen vorgebbaren Kriterien Qualitäten und echte Fehlerstellen errechnet und daraus ein optimales Kapp-Muster erstellt.

### Einsatz
Kappanlagen kommen zum Einsatz bei der großindustriellen Herstellung von Fensterkanteln, Möbelfriesen, Leimholzplatten, Parkett, Paletten, Kisten, Konstruktionsvollholz, Brettschichtholz u. a.
Hochleistungs-Kappanlagen leisten mehr als 200 Kappschnitte pro Minute. Häufig arbeiten zudem zwei oder mehr Linien parallel.